# Idrissou Ibrahima
Idrissou Ibrahima, né en 1960, est un homme politique béninois. Il est ancien député à l'Assemblée nationale du Bénin, premier président de la Fédération béninoise de pétanque et président de la confédération africaine des sports boule.

## Biographie

### Origines et débuts
Idrissou Ibrahima est né en 1960 au Bénin. 

### Parcours politique
Le 11 janvier 1995, Idrissou Ibrahima créé  le parti dénommé Rassemblement pour l’Unité Nationale et la Démocratie (RUND). Le samedi 10 novembre 2018 le parti fait une fusion avec le Bloc Républicain,. 
Il est élu député de la 3ᵉ législature lors des élections législatives béninoises de 1999 sur la liste du parti dénommé Rassemblement pour l’Unité Nationale et la Démocratie (RUND).  En 2006, il se présente à l'élection présentielle de 2006. 
Le samedi 4 mai 2024, dans les locaux du siège de l'institution à Cotonou, il  est reconduit à la tête de la Confédération Africaine des Sports Boules (CASB),  après avoir annoncé sa démission. Lors de l’assemblée générale extraordinaire, les délégués rejettent à l’unanimité son départ et décident de le maintenir dans ses fonctions.   